# Ford 3 Ton
Ford 3-Ton je bio američki tenk/tanketa tijekom Prvog svjetskog rata. Jedan je od prvih tenkova projektiranih u Sjedinjenim Američkim Državama. Posadu su činila dva člana i bio je naoružan jednom strojnicom kalibra 7,62 mm.
Američke jedinice koje su sudjelovale u Prvom svjetskom ratu nisu imale svoje tenkove, već su koristile britanske ili francuske. Zbog toga je Ford 1918. godine projektirao i izradio tenk po uzoru na uspješni francuski Renault FT-17. Bio je najjeftiniji i najmanji tenk proizveden u SAD-u. Pokretala su ga dva benzinska motora snage 45 KS s električnim paljenjem. Vozač se nalazio skroz naprijed s kontrolama koje su određivale omjer brzine svakog motora. Topnik je bio iza njega i upravljao 7,62 mm strojnicom koja je bila montirana u fiksiranu kupolu. Prototip je poslan u Francusku na testiranje gdje je odobren prije završetka rata. Iako je bilo naručeno 15.000 primjeraka, samo 15 ih je dovršeno prije nego što je narudžba otkazana.

### Zajednički poslužitelj
|  | Zajednički poslužitelj ima još gradiva o temi Ford 3 Ton |